# Valley of the Kings
Valley of the Kings è un EP pubblicato nel 1997 dalla band power metal tedesca Gamma Ray.
Ha preceduto l'uscita dell'album: Somewhere Out in Space. Fu il primo disco della band con Henjo Richter alla chitarra e Dan Zimmerman alla batteria.

## Tracce
1. Valley of the Kings – 3:50
2. Somewhere out in Space – 5:28
3. Watcher in the Sky – 5:18
4. Victim of Changes (Judas Priest cover) – 7:21

## Formazione
- Kai Hansen - voce e chitarra
- Henjo Richter - chitarra
- Dirk Schlächter - basso
- Dan Zimmerman - batteria